# 圣特雷扎
圣特雷扎是巴西南大河州的一个市镇。总面积72.39平方公里，总人口1815人，人口密度25.1人/平方公里。